# Jean-Claude Meunier
Jean-Claude Meunier (7 de dezembro de 1950 — 9 de dezembro de 1985) foi um ciclista de estrada francês que participou dos Jogos Olímpicos de Verão de 1972 em Munique, onde terminou em décimo oitavo lugar na corrida de 100 km contrarrelógio por equipes.